# Restio verrucosus
Restio verrucosus är en gräsväxtart som beskrevs av Esterh. Restio verrucosus ingår i släktet Restio och familjen Restionaceae. Inga underarter finns listade i Catalogue of Life.